# Epiperipatus biolleyi
Epiperipatus biolleyi är en klomaskart som först beskrevs av Eugène Louis Bouvier 1902.  Epiperipatus biolleyi ingår i släktet Epiperipatus och familjen Peripatidae. Inga underarter finns listade i Catalogue of Life.